# HMS Inflexible (1876)
HMS Inflexible − brytyjski pancernik wieżowy z końca XIX wieku, w chwili wejścia do służby w 1881 roku okręt uzbrojony w najpotężniejsze działa, zainstalowane kiedykolwiek na jednostce pływającej Royal Navy i dysponujący pancerzem o największej łącznej grubości w historii budownictwa okrętowego. Zaprojektowany jako brytyjska odpowiedź na włoskie pancerniki typu Duilio, miał zbliżoną do nich, kontrowersyjną konstrukcję i był wyposażony w szereg nowinek technicznych.
Przeznaczony do działań na Morzu Śródziemnym, „Inflexible” wszedł w skład Floty Śródziemnomorskiej i wziął udział w bombardowaniu Aleksandrii 11 lipca 1882 roku. Do Wielkiej Brytanii powrócił w 1885 roku na remont, od tego czasu więcej przebywał w rezerwie niż czynnej służbie. Definitywnie odstawiony do rezerwy w 1897 roku, został wycofany i sprzedany na złom w 1903 roku.

## Projektowanie i budowa
Gwałtowny postęp technologiczny w połowie XIX stulecia spowodował znaczące zmiany w technikach budownictwa okrętowego. Wprowadzenie żelaznych kadłubów i maszyny parowej, coraz doskonalsza artyleria i inne nowinki techniczne prowadziły do wzrostu wymagań konstrukcyjnych wobec kolejnych generacji okrętów. Jednocześnie był to okres prób i błędów, także w Royal Navy, najsilniejszej wówczas flocie świata. Katastrofa pionierskiego pancernika wieżowego „Captain”, który zatonął w pierwszym roku służby z niemal całą załogą, spowodowała powołanie przez Admiralicję specjalnej komisji, pod przewodnictwem lorda Dufferina, która w ciągu dwóch lat opracowała zalecenia dotyczące charakterystyk konstrukcyjnych przyszłych pancerników.
Miały one być szerokimi jednostkami z niską wolną burtą, pozbawionymi całkowicie lub przynajmniej częściowo ożaglowania, z głównym uzbrojeniem umieszczonym w pancernych wieżach. Ochrona pancerna, ze względu na swą wielką masę, miała być zastosowana dla osłony jedynie najważniejszych mechanizmów (tzw. witaliów) i artylerii, zgrupowanych w centralnej partii kadłuba, zaś pływalność części skrajnych: dziobu i rufy, zapewniać miał podział na przedziały wodoszczelne. Wnioski brytyjskiej komisji jako pierwsi zastosowali w praktyce Włosi, rozpoczynając w 1873 roku budowę pancerników typu Duilio, zaprojektowanych przez Benedetto Brina. Niejako w odpowiedzi na posunięcie Włochów nowy główny konstruktor Admiralicji (President of the Council of Construction, od 1875 roku Director of Naval Construction), Nathaniel Barnaby, stworzył swój autorski projekt pancernika wieżowego, zbliżony konstrukcyjnie do okrętów włoskich i zgodny z zaleceniami komisji Dufferina oraz częściowo oparty na projektach wcześniejszych jednostek brytyjskich tej klasy, zaprojektowanych przez poprzedniego głównego konstruktora, Edwarda Reeda: „Devastation” i „Dreadnought” (ten ostatni był w trakcie budowy zmodyfikowany przez Barnaby’ego, który był szwagrem i sąsiadem Reeda, zaś zawodowo jego antagonistą). Szczegóły konstrukcji opracowane były przez Williama White’a, zaś przy projektowaniu po raz pierwszy korzystano z prób modelowych w basenie eksperymentalnym Williama Froude’a w Torquay.
Stępkę pod przyszły „Inflexible” położono 24 lutego 1874 roku w stoczni Admiralicji w Portsmouth, wodowanie odbyło się 27 kwietnia 1876 roku. Budowę wkrótce wstrzymano na niemal rok, po tym jak Edward Reed, już jako członek Parlamentu, zgłosił zastrzeżenia do prawidłowości obliczeń konstrukcyjnych, twierdząc, że zarówno pancerniki włoskie, jak i podobny im konstrukcyjnie brytyjski, nie dysponują odpowiednim zapasem pływalności. W efekcie zabiegów Reeda powołana została specjalna komisja, która w drugiej połowie 1877 roku zbadała kwestię bezpieczeństwa okrętu. Jej raport stwierdzał, że zarzuty Reeda są bezpodstawne, zaś pancernik skonstruowany prawidłowo. Reed nie zaakceptował orzeczenia, posuwając się w następnych latach do populizmu i oszczerstw, jednak prace nad „Inflexible” wznowiono. Pierwsze próby morskie przeprowadzono na wiosnę 1880 roku. Oficjalnie Royal Navy przejęła okręt 5 lipca 1881 roku, jednak faktyczne zakończenie prac stoczniowych nastąpiło dopiero 18 października tegoż roku. Pierwszym dowódcą pancernika mianowano komandora Johna Fishera.

## Opis konstrukcji

### Charakterystyka ogólna

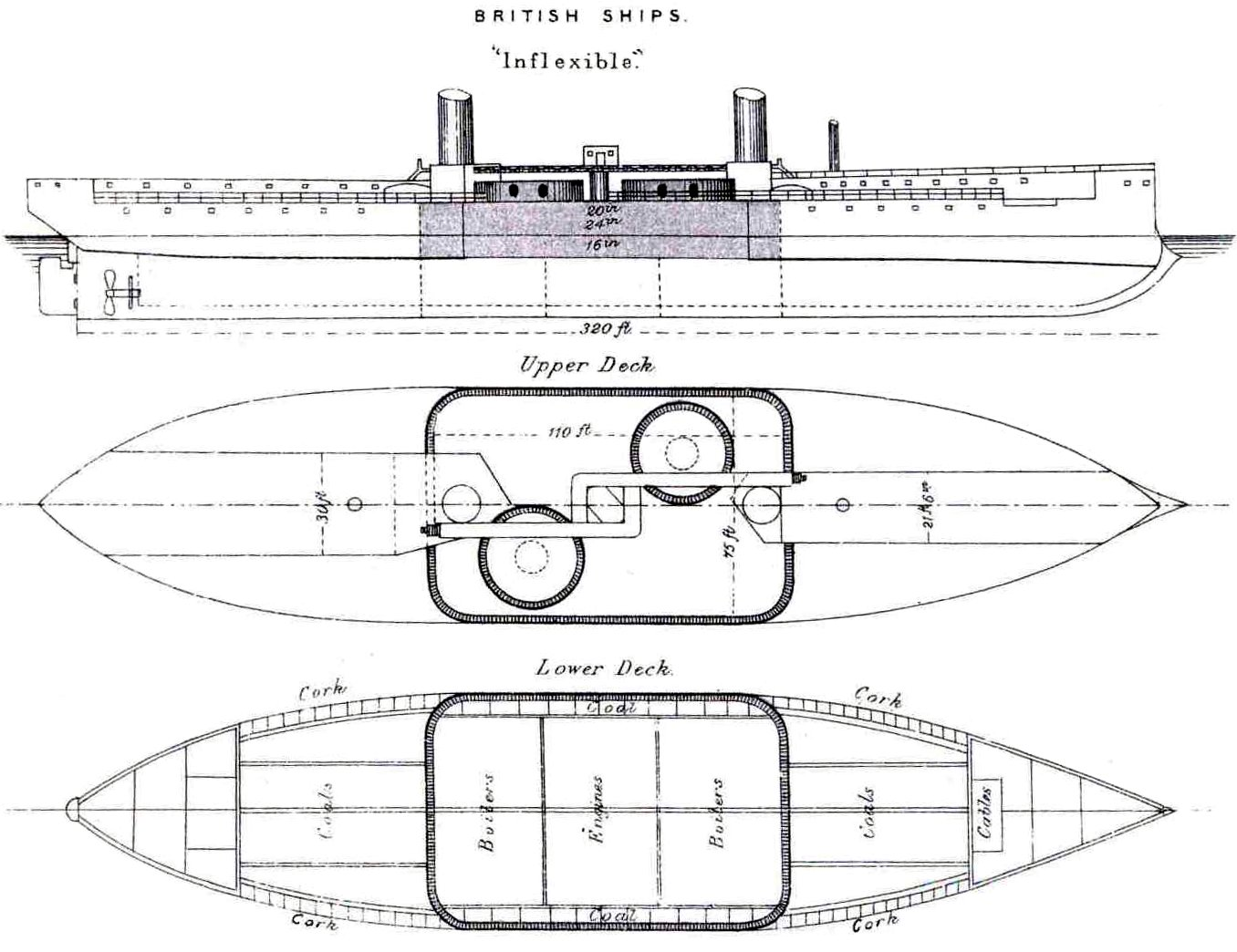
Rzuty „Inflexible” według Brassey's Naval Annual 1888

Długość całkowita „Inflexible” wynosiła 104,85 m, między pionami 97,54 m, szerokość 22,84 m, zaś średnie zanurzenie 7,77 m (wymiary podawane przez poszczególne źródła różnią się minimalnie). Wyporność pełna to 11 880 ton angielskich (ts), lekka 10 300 ts. Przy stosunku długości do szerokości jak 6,1:1 stanowił stabilną platformę artyleryjską. Dziób zaopatrzony był w podwodną ostrogę taranu. Zanurzona część kadłuba wraz z pancerną cytadelą na śródokręciu stanowiły wypornościową część okrętu, na której zabudowane były nadbudówki i pozostała architektura okrętu. Podstawowym materiałem użytym do budowy pancernika było żelazo. Pomimo złych doświadczeń z ożaglowaniem na okrętach wyposażonych w wieże artyleryjskie, Barnaby pod naciskiem Admiralicji zastosował na okręcie dwa maszty z takielunkiem brygu, o łącznej powierzchni żagli 1719 m², przeznaczone do użycia wyłącznie w okresie pokoju (przed akcją bojową miały być demontowane), zlikwidowane ostatecznie w 1885 roku i zastąpione przez maszty palowe.
Na okręcie zainstalowano eksperymentalne zbiorniki przeciwprzechyłowe projektu Philipa Wattsa, jednak okazały się one nieskuteczne i kłopotliwe w użyciu. Architektura wewnętrzna okrętu, mimo jego stosunkowo niewielkich rozmiarów, sprawiała załodze wiele kłopotów z orientacją wśród licznych pomieszczeń. Aby temu zaradzić, poszczególne pokłady i burty pomalowano na różne kolory. Grodzie dzieliły kadłub na 134 przedziały wodoszczelne.
Etatowa załoga pancernika liczyła 440 oficerów, podoficerów i marynarzy.

### Urządzenia napędowe
„Inflexible” dysponował dwoma trójcylindrowymi maszynami parowymi podwójnego rozprężania, wyprodukowanymi w zakładach John Elder & Co. w Glasgow, do których parę dostarczało 12 kotłów cylindrycznych o ciśnieniu roboczym 4,2 at, umieszczonych w dwóch kotłowniach. Poruszały one dwoma dwułopatowymi śrubami o średnicy 6096 mm. Łączna projektowana moc maszyn wynosiła 8400 ihp, na próbach osiągnięto 8407 ihp i prędkość maksymalną 14,75 węzła przy 65 obrotach śrub na minutę, przekraczając zakontraktowane 14 węzłów. Zapas węgla do kotłów, 1300 ton, pozwalał uzyskać zasięg 4000 mil morskich przy prędkości ekonomicznej 10 węzłów.
Pancernik został wyposażony w jeszcze jedną nowinkę techniczną: instalację elektryczną, zasilaną przez generator. Pozwalała ona oświetlić wszystkie pomieszczenia światłem lamp łukowych (w kotłowniach i maszynowni) oraz żarowych. Początkowo napięcie w instalacji wynosiło 800 V, ale po śmiertelnym porażeniu prądem jednego z członków załogi w 1882 roku zmniejszono je do 80 V. Ponadto okręt miał jeszcze liczne maszyny pomocnicze, stosowane między innymi do napędu dwóch potężnych pomp parowych, o wydajności po 300 ton wody na godzinę każda.

### Uzbrojenie

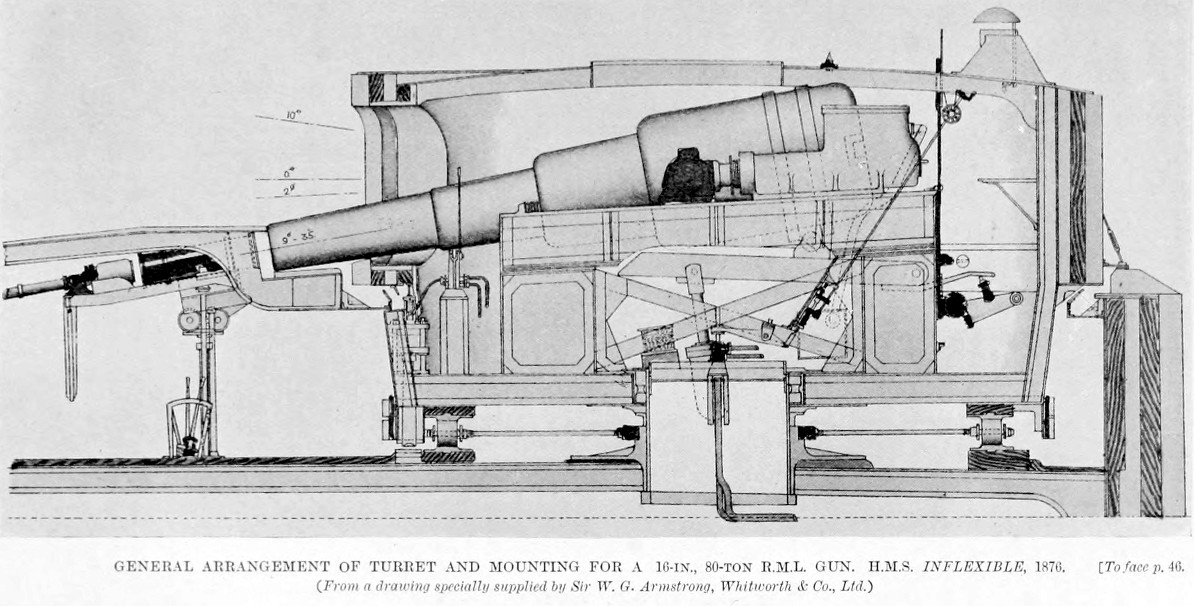
Przekrój wieży artyleryjskiej z działem opuszczonym do ładowania

Podstawowym uzbrojeniem pancernika stanowiły cztery ładowane odprzodowo armaty 16-calowe (kal. 406 mm) MLR Mk I, o masie całkowitej 81 ton każda, zbudowane w arsenale w Woolwich. Zostały one zaprojektowane specjalnie dla „Inflexible” i były wówczas najpotężniejszym działem zastosowanym na okrętach Royal Navy. Wyprodukowano ich łącznie osiem sztuk: testową, cztery dla pancernika plus jedną zapasową oraz dwie, umieszczone w baterii artylerii nadbrzeżnej w Dover.
Armaty zainstalowano w dwóch pancernych obracanych hydraulicznie wieżach artyleryjskich, rozmieszczonych diagonalnie na śródokręciu. Każda z nich ważyła 750 ts. Dla wykonania pełnego obrotu potrzebowały 60 sekund. Maksymalny kąt podniesienia, 10°, pozwalał uzyskać donośność około 6000 metrów. Ładowanie dział odbywało się na zewnątrz wieży, przez pochylenie lufy ku otworowi w pokładzie, przez który, przy pomocy hydraulicznego popychacza, umieszczano w jej przewodzie ładunki miotające i pociski. W razie awarii mechanizmów hydraulicznych możliwe było, choć powolne, ładowanie dział siłami załogi. Masa pocisku wynosiła 770 kg, ładunku miotającego 205 kg, zaś szybkostrzelność teoretyczna 1 strzał na 3 minuty (w praktyce na 5 do 11 minut). Teoretycznie istniała możliwość prowadzenia ognia na przeciwległą burtę, ale jak wykazała jedyna próba praktycznego zastosowania, podczas bombardowania Aleksandrii w lipcu 1882 roku, podmuch wystrzału powodował poważne uszkodzenia pokładu i nadbudówek.
Pierwotnie pancernik uzbrojono jeszcze w sześć dział 20-funtowych, podczas remontu w 1885 roku zastąpionych przez cztery armaty 4-calowe (kal. 102 mm), ładowane odtylcowo. W 1897 roku wymieniono je jeszcze raz, na szybkostrzelne działa kal. 120 mm. „Inflexible” posiadał także cztery wyrzutnie torpedowe kal. 356 mm, z których dwie, co było nowością, zamontowano poniżej linii wodnej. Początkowo na uzbrojeniu znajdowały się również dwa małe torpedowce, przewożone na pokładzie rufowym i opuszczane na wodę dla prowadzenia samodzielnych działań, ale wkrótce zostały usunięte.

### Opancerzenie
Ochrona bierna „Inflexible” opierała się na koncepcji pancernej cytadeli na śródokręciu, obejmującej wieże artylerii głównego kalibru oraz ich magazyny amunicyjne. Jej pancerz burtowy składał się z zewnętrznej płyty grubości 305 mm, pod którą zamontowano drewnianą przekładkę oraz wewnętrzną warstwę pancerza, złożoną z trzech płyt o grubości 102, 203 i 305 mm. W ten sposób łączna grubość płyt na linii wodnej wynosiła 610 mm, co jest określane jako największy pancerz zastosowany w całej historii budownictwa okrętowego, choć nie były to jednorodne płyty (dla porównania: pancerniki typu Duilio miały jednorodny pancerz stalowy grubości maksymalnej 508 mm). Aby zapobiec penetracji wnętrza okrętu przez odłamki, wewnętrzna powierzchnia pasa pancernego wyłożona była warstwą teczyny. Identyczną konstrukcję miała gródź pancerna zamykająca cytadelę od przodu, nieco mniejsze grubości płyty tylnej grodzi. Długość cytadeli wynosiła 33,5 m (32% całkowitej długości okrętu).
Znajdujące się poza obrębem cytadeli części dziobowa i rufowa przykryte były pokładem pancernym grubości 76 mm, znajdującym się 1,8 m poniżej linii wodnej, co zabezpieczało go dodatkowo przed przebiciem przez płasko lecące pociski. Dla zwiększenia pływalności w przypadku zalania części pomieszczeń poza obrębem cytadeli, część pomieszczeń powyżej pokładu pancernego wypełniona była korkiem. Istniała możliwość zalania specjalnych przestrzeni wewnątrz okrętu, co miało zanurzyć go o dodatkowe 30 cm i zwiększyć bezpieczeństwo części podwodnej.
Wieże artyleryjskie chronione były pancerzem warstwowym (typu compound), składający się z 140 mm płyty kutego żelaza z nalaną na zewnątrz warstwą stali grubości 89 mm, wyłożonym od wewnętrznej strony teczyną (203 mm) i dodatkowymi płytami żelaznymi grubości 179 mm. Pancerz typu compound był wówczas technologiczna nowinką, kolejną zastosowaną na „Inflexible”. Warstwa stali zapewniała jego twardość, kute żelazo elastyczność. Jego odporność przewyższała o około 20% analogiczny pancerz wykonany z samego żelaza.

## Przebieg służby

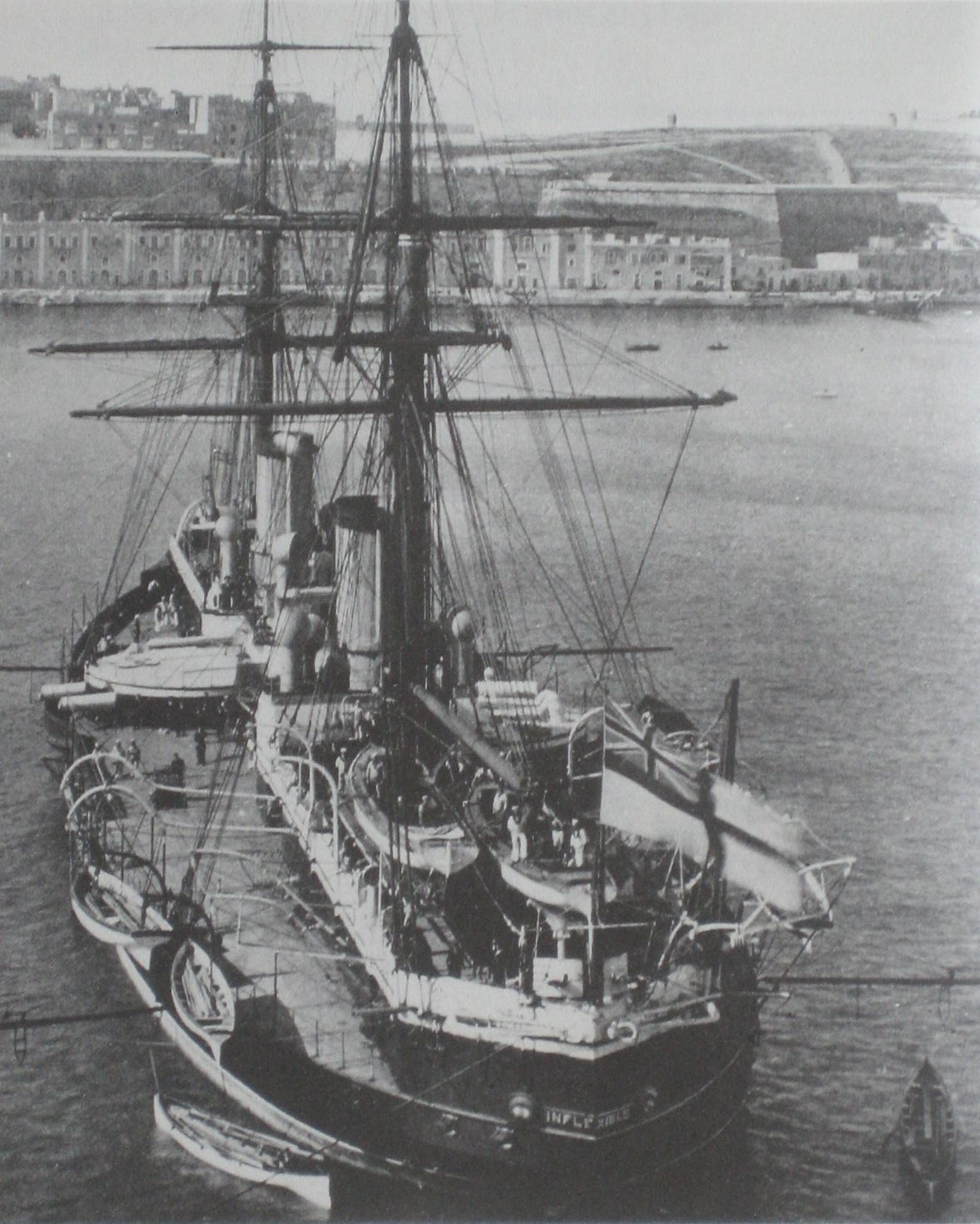
„Inflexible” po wejściu do służby

Pomimo oficjalnego przejęcia okrętu przez Royal Navy w lipcu, prace wykończeniowe, związane głównie z problemami z wielkimi działami, trwały do października 1881 roku. Wkrótce po pomyślnym odbyciu prób morskich, „Inflexible” został skierowany na Morze Śródziemne. W marcu i kwietniu 1882 roku okręt towarzyszył królowej Wiktorii, która przebywała na wypoczynku w Mentonie na Riwierze Francuskiej. W maju 1882 roku, w związku z antyeuropejskimi wystąpieniami w Egipcie, „Inflexible” i siedem innych brytyjskich pancerników pod dowództwem wiceadmirała Fredericka Beauchamp-Seymoura wpłynęło na redę Aleksandrii, by zażądać zaprzestania wzmacniania fortyfikacji miasta. Ponieważ zrewoltowani oficerowie armii egipskiej odrzucali brytyjskie żądania, 11 lipca pancerniki rozpoczęły ostrzał fortów nadbrzeżnych. Artylerzyści „Inflexible” wystrzelili przez cały dzień 88 pocisków kal. 406 mm, wykazując się relatywnie dużą skutecznością. Okręt również został wielokrotnie trafiony, chociaż przestarzałe działa Egipcjan nie wyrządziły wielkich szkód. Jeden z pocisków przebił kadłub poniżej linii wodnej, poza obszarem cytadeli pancernej, zaś jego odłamki zabiły cieślę okrętowego i raniły oficera artyleryjskiego dział 20-funtowych, który zmarł później w wyniku poniesionych obrażeń. Duże spustoszenie w zabudowie pokładu poczynił natomiast podmuch z własnych armat. W toku całodziennej wymiany ognia Brytyjczycy zmusili załogi egipskich fortów do zaprzestania ognia i opuszczenia stanowisk. Na okrętach Floty Śródziemnomorskiej zginęło łącznie jedynie sześciu marynarzy.
„Inflexible” pozostawał na Morzu Śródziemnym do początku 1885 roku. W lutym tego roku powrócił do Portsmouth na remont i modernizację, podczas której usunięto takielunek żaglowca, instalując w zamian dwa lekkie maszty palowe ze stanowiskami bojowymi oraz nowocześniejsze lekkie działa. Już wtedy zdawano sobie w Admiralicji sprawę z nietrafności koncepcji budowy okrętów z działami o wielkim kalibrze ale znikomej szybkostrzelności, umieszczonymi na śródokręciu. Wobec tego po opuszczeniu stoczni pancernik został przeniesiony do rezerwy, z której powrócił na krótko do linii na czas rewii floty w Spithead w 1887 roku oraz dwukrotnie letnich manewrów w dwóch kolejnych latach. Od 1890 do 1893 roku ponownie przebywał na Morzu Śródziemnym. Pod koniec 1893 roku przeklasyfikowano go na okręt obrony wybrzeża, stacjonujący w Portsmouth. Cztery lata później został na stałe przeniesiony do rezerwy, zaś we wrześniu 1903 roku sprzedany do stoczni złomowej w Chatham za kwotę 20 100 funtów szterlingów.